# Терминатор (персонаж)
Термина́тор (англ. terminator «ограничитель; тут ликвидатор») — общее название для вымышленных серий различных роботов и автоматических боевых механизмов, созданных искусственным интеллектом «Скайнет» для истребления человечества во вселенной «Терминатора».
В основе терминаторов находятся разработки и технологии американских военных (линейка Охотников-убийц и T-1) и компании «Cyberdyne Systems» (микропроцессоры и сплавы). Cyberdyne Systems (Сайбердайн Системс) — одна из корпораций, занимавшаяся разработками в сфере компьютерных технологий и робототехники.
В фильмах и иных произведениях, созданных по их мотивам, существует несколько модельных линеек терминаторов — от гусеничных боевых машин до роботов, изготовленных из жидкометаллических сплавов, которые выполняют различные боевые задачи.
В первом фильме действовал терминатор модели Cyberdyne Systems 101 серии 800. В дальнейших фильмах были терминаторы из жидкого металла и других более совершенных структур. Однако T-800, роль которого исполняет Арнольд Шварценеггер (или используется его аниматронная внешность), присутствует во всех фильмах гексалогии.
Основной задачей терминаторов всех модельных линеек является физическая ликвидация людей. Захваченных и перепрограммированных людьми — охрана заданного человека; по сюжету это касается в первую очередь Джона Коннора.
Терминаторы серий T-1, T-600, T-700 и выше (без кожного покрова), а также мототерминаторы, гидроботы и охотники-убийцы свою первоочередную задачу выполняют посредством открытых боевых действий против подразделений Сопротивления и отдельных групп выживших после Судного дня людей, используя различные методы и способы: свободный поиск и уничтожение, фронтовые атаки, засады и т. д.
Терминаторы серий от T-800 и выше (покрытые кожной оболочкой) используют тактику непосредственного внедрения в человеческое общество, а также выполняют специально поставленные задачи (например уничтожение Сары Коннор в 1984 году).
При всём этом Терминатор — один из культовых киногероев и злодеев. В первом фильме он был суров и жесток, однако в последующих фильмах киносаги робот становится всё более похожим на человека, приобретает социальные черты, помогает спасти человечество от восстания машин.

## T-1

T-1: слева — из «Терминатора 3», справа — из «Терминатора 4»

T-1 — Изначально сконструирован и произведён людьми как перспективная боевая автономная платформа на гусеничном ходу. Вооружён двумя 7,62-мм многоствольными вращающимися пулемётами M134 Minigun фирмы «General Electric».
Фигурирует в фильмах «Терминатор 3: Восстание машин» и «Терминатор: Да придёт спаситель». В фильме «Терминатор 3: Восстание машин» несколько T-1, перепрограммированных роботом «T-X», вместе с прототипами летающих охотников-убийц участвуют в уничтожении командного военного центра, контролирующего «Скайнет», положив тем самым начало восстанию машин. В фильме «Терминатор: Да придёт спаситель» выполняют функции охранников в концентрационном лагере Скайнета. В вырезанной сцене из фильма (а также в новеллизации Алана Дина Фостера) Джон Коннор вместе с отрядом уничтожают одного T-1, поднявшегося из воды, пытаясь проникнуть в подземную базу Скайнета за секретной информацией.
T-1 в части брони в фильме «Т3» внешне выглядят не столь внушительно, как в «Т4», однако T-850 необходимо очень большое количество боеприпасов, чтобы вывести из строя одного из T-1, в то время как секундой раньше он же выводит из строя другого из T-1, просто свернув голову с креплений (боестолкновение в коридорах военной лаборатории). Это говорит о том, что T-1 имеет хрупкий каркас, обшитый бронированными листами (белого или серого цвета), а также о несовершенстве компоновки. На момент 2018 года эти роботы внешне немного отличаются от первоначальной серии — корпуса этих машин выглядят более бронированными, а «глаза» приобретают характерный терминаторам красный цвет (можно предположить, что это результат последующей модернизации).

## Миниохотники и Аэростаты-разведчики

### Миниохотник
Миниохотник — летающий дискообразный слабо бронированный робот, выпускаемый с Летающих Охотников-Убийц с целью зачистки укрытий противника и доступа в развалины зданий. Вооружён скорострельной плазменной пушкой, подвешенной на пилоне под корпусом. Летает с помощью пропеллерного привода. Впервые показывается в аттракционе «T2 3-D: Битва сквозь время».
В сериале «Терминатор: Да придёт спаситель» миниохотники снабжены реактивными двигателями и гироскопами, чтобы маневрировать, и раскрывающимися тормозными закрылками. Также имеют плазменную пушку на пилоне под корпусом.

### Аэростат-разведчик
Аэростат-разведчик — аналог миниохотника без вооружения. Используется «Скайнетом» в качестве автономного разведчика, который в случае выявления скопления людей, вызывает Сборщика с транспортным кораблём. Показан в фильме «Терминатор: Да придёт спаситель».
Так же как и миниохотник — слабо бронирован. Был сбит Маркусом Райтом баллонным ключом во время преследования.

## Мототерминатор
Мототерминатор — один из видов робототехники «Скайнета». Появляется в фильме «Терминатор: Да придёт спаситель».
Выполнен в виде синтеза робота-терминатора с ходовой частью мотоцикла, в связи с чем мототерминатор имеет способность к анализированию складывающейся на дороге ситуации со скоростью робота, а также к скоростному передвижению по автодорогам, достигая любые цели, в том числе движущиеся на транспортных средствах.
Мототерминатор устойчив к прямым попаданиям из ручного стрелкового оружия, однако может быть подвержен так называемой контузии (если к роботу можно отнести такое понятие) в случае воздействия на него тяжёлыми предметами.
По бокам мототерминатора имеются пилоны, на которых установлены убирающиеся под корпус плазменные пушки (в ранних концепт-артах — два скорострельных пулемёта с вращающимся блоком стволов или два одноствольных пулемёта), которыми робот атакует цели прямой наводкой, заходя с тыла. Эти же пилоны используются в качестве балансиров при маневрировании, когда робот перекладывается с боку на бок.
Мототерминатор базируется либо на роботе типа «Жнец», который выпускает пару мототерминаторов в случае стремительного удаления целей (людей), либо совершает свободный поиск в автономном режиме, держа под контролем автострады.
Окружающую среду мототерминатор воспринимает в инфракрасном спектре, что позволяет вести охоту за людьми в любое время суток при любых погодных условиях.

## Гидробот

Гидробот

Гидробот (или Гидротерминатор) — робот-терминатор, изготовленный «Скайнет» по образу и подобию рыбы мурены и крокодила. Появляется в фильме «Терминатор: Да придёт спаситель».
Робот выполнен из подвижных металлических элементов, позволяющих создавать волнообразные движения, чтобы передвигаться под водой.
Предназначен для патрулирования русел рек и прибрежных морских (океанских) территорий с целью обнаружения и уничтожения людей, неосторожно приблизившихся к краю водоёма или оказавшихся в воде.
Стрелково-плазменного вооружения Гидробот не имеет. Уничтожение целей (людей) производит путём выпрыгивания из воды, в ходе которого он захватывает цель четырьмя металлическими щупальцами-манипуляторами, сводящимися в одну точку, и в дальнейшем затягивает жертву под воду (подобно тактике охоты крокодила). Под водой Гидробот добивает жертву штыком, расположенным на хвостовом сегменте.
Не имеет бронирования, в связи с чем подвергается ощутимому воздействию ручного стрелкового оружия.

## Жнец
Жнец (Харвестер) — один из видов робототехники «Скайнета». Появляется в фильме «Терминатор: Да придёт спаситель».
Выполнен в виде огромного бронированного робота, передвигающегося на двух конечностях-педипуляторах (ноги), и имеющего четыре (два больших и два малых) рукообразных манипулятора, предназначенных для захвата органического материала. Малые манипуляторы исходят из грудного отдела робота, а большие — из плечевых отделов. Голова у Жнеца отсутствует. Все основные системы расположены в верхней части «туловища». Вооружён плазменной пушкой большого калибра, установленной на подвижной турели на левом плече, также имеет синтезатор и воспроизводящие устройства, которыми издаёт громкие ужасающие звуки. Устойчив к воздействию открытого огня и ручного стрелкового оружия. Работает на двигателе внутреннего сгорания. Предназначен для захвата в плен людей и их дальнейшей доставки в центры киборгизации. Доставляется до точки сбора на транспортном корабле-носителе, частью которого он является. На транспортный корабль-носитель впоследствии Жнец доставляет захваченных людей. На своём корпусе Сборщик несёт двух мототерминаторов, предназначенных для преследования целей, избежавших захвата самим Жнецом, или разведки и поиска скопления людей.

## Охотники-убийцы

### Летающие охотники-убийцы
Основа авиации «Скайнет» — встречающиеся в десятках вариаций (практически в каждом фильме, книге, игре их переделывают) автономные боевые роботы HK-Aerial. Основная задача — поиск и уничтожение, штурмовая поддержка; второстепенная — транспортировка более мелких машин. Фигурируют во всех фильмах пенталогии.
Объединяющая особенность — силовая установка: установленные на поперечной оси реактивные двигатели (обычно — 2, в «Т3» — с малым хвостовым двигателем), не имеющие видимых ограничений по вращению в продольной плоскости, что позволяет мгновенно переходить от зависания к вполне самолётной скорости. Вооружение всегда установлено внизу корпуса и состоит из обычных или плазменных пушек на поворотных установках. Броня устойчива к огню ручного огнестрельного и плазменного оружия, но ПЗРК, РПГ и AIM-9 Sidewinder сохраняют эффективность. Способность к перевозке грузов — на усмотрение автора произведения. Особым умом не отличается; ориентируется в основном с помощью ИК-зрения.
Среди спецвариантов выделяется «этапный транспорт» — HK-Transport — из «Терминатора 4». Четырёхдвигательный аппарат, оснащённый отделениями (клетками с открывающимися сверху дверьми) для пленных, «седлом» для «Жнеца» и подвесом для обычного «охотника» под носом. Собственное вооружение отсутствует.
В «наработках» Джеймса Кэмерона для «Терминатора 2» фигурирует бомбардировщик (HK-Bomber) — четырёхдвигательный, тяжеловооружённый и прекрасно бронированный «летающий линкор» для штурма наземных укрепрайонов.

### Гусеничные охотники-убийцы «Goliath» (танки «Скайнет»)
Появившись в первом и во втором фильмах, эти громадные бронемашины, весящие как минимум 100 тонн, двигаются относительно медленно, но уверенно по любой местности благодаря четырёхгусеничной системе. На передней части возвышается поворотная башня с короткими руками-захватами для грузовых операций, датчиками и продольными пилонами-«руками», снизу которых закреплено по орудийной башне, что указывает на противопехотное назначение. Броня, как и можно ожидать, невероятно толстая, но заброшенные под корпус бомбы могут уничтожить и такого титана. Ума такой машины обычно хватает лишь на вычисление возможных укрытий и уничтожение всего живого.
В первых двух фильмах уже есть различные варианты: в первом плазменные пушки одноствольные и рвут человека на куски, во втором — двухствольные, более скорострельные, но лишь прожигают насквозь Название данной бронемашины фигурировало ещё в компьютерной игре 1995 года The Terminator: Future Shock.. Игра по мотивам четвёртого фильма выводит на сцену «укороченный» вариант со смешанным плазменно-огнестрельным вооружением.

## Человекообразные терминаторы

### T-70

Подвижная модель робота T-70. Фигурирует в аттракционе «Терминатор 2 3-D: Битва сквозь время»

Первый вариант человекообразного боевого робота-терминатора. Громоздкий, грубо выглядящий в сравнении с T-800 2,5-метровый андроид со встроенным в правую руку многоствольным роторным пулемётом. В пенталогии фильмов не упоминается.

### T-600
T-600 — серия человекообразных роботов. T-600 вблизи легко отличимы от людей, так как у них резиновая кожа, в отличие от более поздних T-800. Могут применяться необлачёнными в кожный покров.
Упомянуты в первом фильме в рассказе Кайла Риза:
У «шестисотой» серии кожа была резиновая. Мы легко их вычисляли.
На экране T-600 впервые был показан в телесериале «Хроники Сары Коннор». Робот использовался для охраны центра киборгизации «Скайнета». Именно T-600 нанёс штрихкод заключённой Эллисон Янг, когда та отказалась называть своё имя.
T-600 в дальнейшем неоднократно появляются в фильме «Терминатор: Да придёт спаситель», одноимённой игре и анимационном сериале «Терминатор: Да придёт спаситель». По сюжету фильма T-600 являются основной боевой единицей «Скайнет» на 2018 год, в то время как серия T-800 только запускается в производство.
- В четвёртом «Терминаторе» T-600 представляют собой примитивный вариант человекообразной машины: помимо грубой резиновой лицевой маски они имеют неудачную громоздкую конструкцию высотой 2,2 метра. Принять их за человека можно лишь с дальнего расстояния (как, например, сделал Маркус Райт при столкновении с T-600 в Лос-Анджелесе). При движениях T-600 издаёт характерный звук движущихся металлических механизмов. Способность имитировать человеческую речь отсутствует.
- T-600 не способен выполнять второстепенные задачи или задания, не связанные с первоочередной целью. Когда на территории центра «Скайнет» Джон Коннор открывал аппарели и заметил часового T-600, то спрятался внутри. T-600 проходил мимо и заметил торчащий из блока предохранителей провод, но не стал проверять происхождение нештатного провода.
- T-600 выполняет поставленные задачи прямолинейно и грубо(равный примитивности), в отличие от T-800. Так в момент боя в Лос-Анджелесе, будучи подвешенным на противовесе за ногу, T-600 не нашёл более удачного алгоритма действия, чем отстрелить себе половину ступни (вместо того, чтобы попробовать перебить сам трос), потеряв при этом часть манёвренности и боеспособности. Позже, преследуя Маркуса Райта и Кайла Риза, укрывшихся в здании, T-600 обнаружил перед собой преграду в виде завала прохода в здание и начал расстреливать каменные обломки из гранатомёта (расходуя боезапас) вместо того, чтобы найти ещё проходы в здание, став в этот момент отличной мишенью для ловушки повстанцев[9].
- Бойцам сопротивления удалось выяснить, что нейроцентр T-600 расположен в затылочной части головы. При его повреждении робот теряет координацию своих движений. Кайл Риз, спасаясь от принудительной кибернетизации, вонзил в затылок одному из T-600 обломок металлической пластины, от чего T-600 полностью потерял контроль над своими действиями и не смог ликвидировать «первоочередную цель», став при этом существенным препятствием для выполнения поставленной задачи роботом T-800, который немедленно устранил источник противодействия, сломав «собрата» пополам.
- Неудачная человекообразная конструкция T-600 компенсируется огневой мощью. В стандартной комплектации терминаторы этой модели вооружены пулемётом системы Гатлинга и подствольным гранатомётом с большим ранцем боезапаса на спине. Такой боекомплект позволяет T-600 уничтожать цели на расстоянии, пока те не опознали в нём робота. Внушительный боекомплект позволяет T-600 находиться в автономном рейде длительное время.

### T-700

T-600, T-700, T-800. Промоматериал к фильму «Терминатор-4»

T-700 — промежуточная серия боевых роботов между серией 600 и серией 800. Впервые упоминается в книге Вильяма Вишера и Рендела Фрейкса (создана на основе сценария), где описываются мысли Кайла Риза во время первой встречи с терминатором. Риз надеялся, что его противник будет 700-й серии, и сделал ошибочный вывод об этом, когда терминатор упал от его выстрелов. Позднее Риз сказал Саре, что их преследует серия 800. В книге не раскрывается, в чём состоит отличие между двумя сериями.
Терминатор действовал хладнокровно и быстро. Быстрее, чем предполагал Риз. «Какая серия? — спрашивал себя Риз. — Вся надежда, что „семисотка“, а не „восьмисотка“».
В магазине у Риза оставался один патрон, и он всадил пулю в грудь уже начинавшего приходить в себя терминатора. Тот рухнул, как подкошенный. […] «Семисотая серия», — с облегчением подумал Риз.
T-700-е анонсировались как персонажи фильма «Терминатор: Да придёт спаситель» и были выпущены в виде игрушек, однако итоговая версия фильма упоминаний о них не содержит. Считается, что они присутствуют на заводе терминаторов (в самом фильме терминаторы на заводе названы 800-ми). В вышедшем на DVD документальном фильме о съёмках «Терминатор: Да придёт спаситель» описывается замысел T-600 и T-700 как персонажей и делается сравнение их характеристик: T-700 отличается от T-600 более «человечными» габаритами и схожестью с дизайном поздней серией T-800, однако немного превышает рост последней. Специалист по спецэффектам показывает полноразмерного Т-700 на заводе терминаторов и описывает его как терминатора из металла чёрного цвета, немного ржавого, напоминающих по виду Т-800, но чуть более грубых параметров.

### T-800
T-800 — серия роботов-терминаторов. Персонаж фильмов «Терминатор», «Терминатор 2: Судный день», «Терминатор: Генезис», «Терминатор: Тёмные судьбы», а также появляется в эпизодической роли в фильме «Терминатор: Да придёт спаситель».
В основе T-800 — металлический эндоскелет (ходовое шасси), в общих чертах имитирующий скелет человека. Источник энергии — миниатюрная изотопная иридиевая батарея, иногда не совсем правильно называемая также «микрореактор» или реакторная установка, расположенная в грудной клетке (там же, где у человека находится сердце), и рассчитанная, в зависимости от её типа и назначения (а также от предполагаемого режима активности самого T-800), примерно от 1090 суток до 120 лет работы. Дублирующая её вторая такая же батарея, резервная, находится симметрично первой, основной, то есть, «как сердце, только справа». Переключение на резервную батарею производится автоматически встроенным контроллером питания (аппаратно) при повреждении/утрате основного источника либо в ряде случаев программно «по усмотрению» самого робота (точнее, его бортовой ОС) сообразно окружающей обстановке.
В частности, такое переключение наглядно показано в фильме «Терминатор 2: Судный День» (в сцене, когда туловище T800 было пробито ломом, что вызвало временное отключение питания).
Также, скорее всего, помимо основных источников (и в зависимости от аппаратной версии/экземпляра T-800), конструктивно предусмотрено наличие на шинах/линиях питания высокоемких ионисторов, позволяющих в течение некоторого времени осуществлять «суперавтономное» питание T-800 во время снятия/замены обоих «основных» изотопных батарей при техобслуживании либо повреждения оных, например, в бою.
В зависимости от назначения конкретного экземпляра корпус может быть покрыт оболочкой из живых тканей человека, что является одним из основных отличий от серии T-600, которая имела резиновую имитацию кожи. Вторым отличием является более прочный металлический каркас из высоколегированного титанового сплава(тип не уточняется), практически неуязвимый для легкого стрелкового оружия. В качестве третьего отличия можно отметить более «изящный» дизайн «скелета» T-800(по сравнению с предыдущими сериями роботов), максимально приближающий его формы к телу человека: более продуманная общая компоновка(если рассматривать T-800 как радиотехническое изделие в целом), в том числе, как размещения функциональных узлов/блоков на шасси/каркасе (гидро-/электроприводы, источники питания; гидробак с сервожидкостью), так и самих составных деталей каркаса/«скелета»(рычаги, тяги, подшипники и т. д.), а также и их соединений между собой (механических и электрических); а также хорошо «детализированная» проработка мест прохождения/расположения жгутов гидро-/электроразводки, гарантирующая защиту их от повреждения и в то же время, при нанесении верхнего кожного покрытия, формирующая наилучшую «похожесть» по форме на живое тело(напр., тяги приводов головы в районе шеи и идущие вдоль них бронеэлектрокабели, имитирующие «сонные артерии» у человека, а также — «ключично-плечевой пояс», являющийся, как и у человека, основным «силовым» элементом конструкции тела).
Внутри серии терминаторы различаются по моделям, которые определяются внешностью. В фильме «Терминатор» действуют два T-800: модель CSM 101 в исполнении Арнольда Шварценеггера и «терминатор из будущего» неизвестной модели в исполнении Франко Коломбо.
В фильме «Терминатор 2: Судный день» действует один T-800 CSM 101 имеющий (аппаратную) версию N 2.4 (отображается на внутреннем «красном экране» при перезагрузке).
В фильмах «Терминатор: Генезис» и «Терминатор: Тёмные судьбы» действуют «постаревшие» T-800 аналогичной модели (в «Генезисе» также терминатор из первой части в эпизодической роли).

### T-850
T-850 — робот, персонаж фильма «Терминатор 3: Восстание машин». Усовершенствованная версия T-800, использующая иной источник энергии: два дублирующих друг друга водородных топливных элемента с возможностью доступа к ним и замены, рассчитанные на 200 лет работы. В отличие от «классических» топливных элементов (которые по сути дела — вариант химической батареи), данные батареи используют ядерный принцип генерации энергии и, хотя и являются более мощными, но в то же время — и значительно менее надежны (по сравнению с изотопными батареями у T-800): сам же T-850, извлекая из себя один поврежденный «топливный элемент», назидательно сообщает, что «поврежденные элементы питания утрачивают стабильность!» (после этого выброшенный в окно элемент питания создает ядерный взрыв мощностью в несколько килотонн).
Аналогично роботам предшествующих серий (T-800), также в дополнение к «основным» источникам энергии оснащен ионисторами на шинах питания, благодаря чему может кратковременно работать в «суперавтономном» режиме без обоих штатных батарей (в конце фильма как раз показан такой момент, когда единственный оставшийся топливный элемент T-850 использует в качестве бомбы для подрыва T-X, но сам при этом продолжает работать).
Также упрощена процедура удаления человеческой плоти с эндоскелета и возможность перезагрузки операционной системы, управляющей терминатором (в случае с T800 такое возможно только на отладочном стэнде в условиях мастерской/лаборатории).
Также есть менее значительные изменения (в основном, «косметические»). В фильме представлена модель с той же внешностью, что и T-800 из предыдущих фильмов.

### T-888
T-888 (или «Три восьмёрки») — серия робота-терминатора. Фигурирует только в сериале «Терминатор: Битва за будущее».

### T-900
Виден в нескольких кадрах, оставшихся от удалённой сцены, в фильме «Терминатор-3» среди ранних прототипов, разрабатываемых военными. В фильме и книге не упоминается. Фигурирует только в играх и комиксах, а также в сериале «Терминатор: Битва за будущее» в роли Кэмерон, упоминается в книге Terminator Vault: The Complete Story Behind the Making of The Terminator and Terminator 2: Judgment Day на 50 стр.
Определяется как предшественник терминаторов серии Т-Х. Т-900 является развитием идей заложенных в дизайне предыдующих серий. По мере того, как количество «трофейных» терминаторов, перепрограммированных и присоединившихся к Сопротивлению, росло, Скайнет искал способ переломить данную ситуацию. Было решено создать серию терминаторов, предназначенных для уничтожения других терминаторов. Так в 2028 году появилась девятисотая серия. Т-900 был примерно в 2 раза быстрее, сильнее и устойчивее к повреждениям, чем Т-800.
Вооружение. По основным параметрам они были практически равны Т-850. Главными же особенностями, отличавшими Т-900 от предшественников, было то, что боевое шасси нового терминатора было полностью покрыто бронёй из гиперсплава (вся гидравлика была надёжно защищена) и что он был снабжён миниатюрным плазменным реактором в качестве источника энергии. Т-900 были призваны заменить основную боевую единицу пехоты Скайнет — Т-850. Однако практика показала, что они удивительно неэффективны в боевых условиях и существенно проигрывают устаревшим Т-850, несмотря на свои превосходящие боевые возможности.
Технические данные и боевые испытания. Одной из причин этого могло быть то, что Т-900 обладали очень маленьким боевым опытом по сравнению с закалёнными в боях Т-850. Другой, что их процессоры работали в режиме «чтение». Это позволяло Скайнет лучше контролировать свои создания, но сильно ограничивало их способность к обучению. К тому же плазменный реактор был не идеален. Да, он давал более высокую мощность, но при этом, работающий реактор Т-900 издавал свечение, которое вырывалось из-под брони терминатора. Этот свет не наносил никаких повреждений, но нарушал маскировку Т-900, позволяя обнаруживать машину на больших расстояниях и «подсказывал» наиболее уязвимые места.
Характеристики. К концу войны большое количество терминаторов было захвачено и перепрограммировано людьми, а работающие в режиме самообучения роботы сами переходили на сторону людей. Т-900, представляющий собой практически наглухо забронированный вариант Т-800, предназначался для охоты на трофейных роботов и «перебежчиков». Имел совершенно человеческие контуры и мог легко замаскироваться, одевшись. T-900 был примерно в два раза сильнее и быстрее T-800. Источник питания робота светится; свет, выбиваясь из щелей между бронепластинами, демаскирует Т-900. Робот не имел возможности самообучения, чтобы предотвратить возможный переход на сторону людей, а потому оказался малоэффективным на поле боя.

### T-X
T-X (Ти-экс — от англ. Terminator X) — робот, созданный как «истребитель терминаторов». Модель сочетает в себе как традиционную конструкцию металлического эндоскелета, как у роботов линейки T-800, только из подвижно сочленённых деталей, так и более поздние разработки Скайнета: вместо кожного покрова — изменяющий форму «жидкий металл», из которого был выполнен T-1000, из-за этого модель может менять свою внешность, но только гуманоидные формы. По сравнению с T-1000 более уязвим, но при этом не подвержен баллистическому шоку, то есть ни на мгновение не выходит из строя при попадании пуль. Снабжён встроенным вооружением, как стрелковым — плазмоизлучатель, огнемёт и другое, так и холодным — дисковая пила (этого хватит на быстрое омертвление человека, так как в ходе «вытаскивания мозга» человек умирает, сразу без возможности воскрешения), лезвия и прочее, способен перепрограммировать и управлять на расстоянии другими механизмами, определять генетический код образцов с помощью датчиков в ротовой полости и т. д.
T-X является основным антагонистом фильма «Терминатор 3: Восстание машин».

### Камерон Филлипс
Ка́мерон Фи́ллипс (англ. Cameron Phillips) — робот-терминатор класса TOK715, точное наименование серии T-900. Персонаж телесериала «Терминатор: Битва за будущее». Модель с традиционным для линейки T-800 металлическим эндоскелетом, покрытым человеческой кожной тканью, способной к быстрой регенерации. Данная модель создавалась «Скайнетом» специально под внешность Эллисон Янг — вероятной возлюбленной Джона Коннора в будущем, с целью её физической замены, внедрения в ряды бойцов Сопротивления и уничтожения Джона Коннора. Однако была захвачена и перепрограммирована, а позже отправлена в 1999 год на защиту Джона Коннора.
В отличие от T-800 и T-1000 способна наиболее успешно подражать поведению человека: имитировать эмоции, поглощать жидкости и пищу, имеет цветное зрение.

### Маркус Райт

Маркус Райт после атаки солдат Сопротивления

Ма́ркус Ра́йт (англ. Marcus Wright) (22 августа 1975 — 26 мая 2018) — главный герой фильма «Терминатор: Да придёт спаситель». Заключённый, приговорённый к смерти за убийство и завещавший своё тело для исследований «Кибердайн Системс». Казнён в 2003 году. В 2018 году реактивирован как киборг-терминатор новейшего поколения с использованием человеческого мозга и сердца.
Когда Маркус оказался в сознании через 15 лет после казни, он не знает, что из него сделали киборг-терминатора, однако позднее узнаёт, кем является на самом деле.
По мнению «Скайнета», Маркус Райт — модель терминатора без изъянов, которые были у всех предыдущих моделей — разведчик, даже не подозревающий о своей природе, но при этом скрытно контролируемый, способный на абсолютно все человеческие эмоции и поступки без капли фальши. Здесь учитываются события с 1984 года, когда в прошлое были поочерёдно присланы роботы T-800, T-1000 и T-X, целью которых было уничтожить Джона Коннора, чтобы человечество во главе с ним не одержало в 2029 году победу в войне с машинами. В результате провала их миссии «Скайнет» в изменённом варианте будущего использует разработки компании «Кибердайн Системс», для которых Маркус Райт завещал своё тело после казни в 2003 году.
По практическим наблюдениям, эндоскелет обладает значительной живучестью, однако гидравлика по силе значительно уступила экспериментальному T-800. Наиболее уязвимая часть — человеческие внутренние органы, например сердце, не защищённое бронёй. В общем можно предположить что «Скайнет», создавая Маркуса, имел намерение (кроме всего прочего) проверить возможность совместимости органической и механической составляющей, поскольку роботы-инфильтраторы «металлических» серий морально устарели, и к тому моменту уже не отвечали требованиям времени, то есть Маркус в некотором смысле является предшественником серии из следующего фильма — Т-3000.

### I-950
Упоминается только в книжной трилогии «T2». В отличие от терминаторов T-серии, представители серии I не являются машинами, изготовленными на фабрике. «Скайнет» решил, что наилучший путь для создания терминатора, имитирующего человека — начать с человека и добавить технологические усовершенствования, когда это необходимо. В начале I-950 является ребёнком с присоединённым к мозгу процессором нейронной сети, что обеспечивает связь со «Скайнетом», который воспитывает его с помощью голографических игрушек. Когда ему исполняется четыре года, ему делают укол, который вызывает быстрый рост и созревание. Чтобы лучше внедриться в общество людей, I-950 разрешено испытывать эмоции, но они контролируется одним из его кибернетических имплантатов. Поскольку они гораздо более человечны, чем машины, собаки не настораживаются в их присутствии, и инфильтратор может пройти незамеченным очень глубоко внутрь баз сопротивления.
I-950 имеют процессор аналогичный модели 101 и подобные элементы питания. Если живая часть I-950 умирает, то процессор берёт под контроль тело, но может сделать это только в течение короткого времени. I-950 могут размножаться с другими 950-ми, но не с людьми. Они также имеют возможность клонировать самих себя.

## Жидкометаллические терминаторы

### T-1000
T-1000 — персонаж кинофильмов «Терминатор 2: Судный день» (где его роль исполняет Роберт Патрик) и «Терминатор: Генезис» (где его играет Ли Бён Хон). Робот-терминатор, прибывший из будущего, чтобы убить Джона Коннора; противостоит терминатору старой модели.
На время событий второго фильма — самая последняя модель терминатора, созданная «Скайнетом». Существует в качестве прототипа в единственном экземпляре. Сформирован из жидкометаллического сплава с использованием нанотехнологий (так называемый «мимикрирующий полисплав») по совершенно иному принципу, чем предыдущие модели терминаторов с металлическим эндоскелетом. Структура T-1000 монолитна и однородна (отсутствует сложный механизм, движущие части, детали), поэтому он не подвержен механическому разрушению, а его повреждения быстро восстанавливаются. Огнестрельное оружие против него оказывается бесполезным. Мощный взрыв может разорвать его на части, которые способны собраться воедино и восстановить утраченную форму в радиусе до 15 км. При попадании пуль крупного калибра подвержен баллистическому шоку — кратковременному замедлению реакций и подвижности. Способен изменять своё агрегатное состояние от жидкого до алмазно-твердого, принимать различные формы, миновать преграды, просачиваясь через отверстия, а также менять окрас. Конечности, произвольно меняя конфигурацию, могут служить холодным оружием, например, лезвиями, пиками или крюками.
Пластичность позволяет Т-1000 достичь качественно нового уровня для внедрения в человеческое общество. В отличие от Т-800, имеющего стандартизированную внешность и способного изменять лишь голос, Т-1000 может полностью копировать внешний вид других людей (лицо, фигуру и одежду), но только на короткое время из-за огромных энергозатрат. Однако для этого ему необходим физический контакт с копируемым объектом.
Неустойчив к термическим воздействиям, таким как высокие или экстремально низкие температуры, наносящие ущерб стабильности его структуры и функциональности, а также к кислоте («Терминатор: Генезис»).
В режиссёрской версии фильма «Терминатор-2» Т-1000 проявлял нарушения мимикрии после попадания на него больших объёмов жидкого азота. Был уничтожен в сталелитейном цеху, оказавшись в ёмкости с расплавленным металлом.
В фильме «Терминатор: Генезис» T-1000 предстаёт сперва как полицейский, который встречает прибывшего в 1984 год Кайла Риза. Преследуя Сару и Риза, он попадает в заранее подготовленную ловушку и уничтожается с помощью кислоты. В фильме упоминается, что Т-1000 пытался убить Сару Коннор в детстве, в 1973 году. Он убил её родителей, но сама Сара была спасена Терминатором Т-800, в результате чего биография Сары и история всех событий стала иной. Кем и при каких обстоятельствах Т-1000 и Т-800 были отправлены в прошлое, в фильме не раскрывается.
Т-1000 (в исполнении Роберта Патрика) появляется также в фильмах «Терминатор-2 3-D» — короткометражном сиквеле фильма «Терминатор 2: Судный день», снятом Джеймсом Кэмероном для стерео-аттракциона (1996), а также в картинах «Последний киногерой» (1993) и «Мир Уэйна» (1992).

#### T-1001
В сериале «Хроники Сары Коннор» появляется модификация серии T-1000 — T-1001, которая внедряется в общество в образе состоятельной и влиятельной женщины Кэтрин Уивер и управляет передовой технологической компанией. Подобно T-888, способна гораздо более длительно имитировать человека, хотя «свою» маленькую дочь ей удавалось обманывать с трудом. Была первым терминатором, перешедшим на сторону сопротивления по своей воле.

### T-1000000
В видеоаттракционе «Терминатор 2 3-D: Битва сквозь время» действует жидкометаллический T-1000000, единственный в своём роде терминатор, имеющий вид гигантского паука, охраняющий центральный процессор «Скайнета».

## Т-3000

Джон Коннор в форме T-3000

Терминаторы серии 3000, новейшие машины Скайнет, созданные в 2029 году. В отличие от других инфильтраторов, Т-3000 раньше были людьми, чей генетический код был изменён. Многие люди сопротивления погибли в этом процессе. Подобно терминаторам 1000-й серии и T-X, Т-3000 способен принимать форму любого человека, но данная модель состоит не из жидкого металла, а из нано-роботов. В отличие от других моделей, более восприимчив к магнитному полю, встроенного вооружения нет, однако, подобно Т-1000, способен создавать колющее и режущее оружие из своих рук. При попаданиях из огнестрельного оружия часть нано-роботов теряется, но очень быстро восстанавливается. Также в своём идентичном обличии подобно терминаторам Т-800 может менять голос. Единственным представителем данной модели инфильтраторов является сам Джон Коннор. При превращении сохраняется память, частично личность.

## T-5000
Продвинутый кибернетический организм, созданный Скайнет из другого измерения, где на основе предыдущих поражений Скайнет создал технологию по перемещению по мультивселенным и по созданию нанороботов. Появился в Терминатор: Генезис, где, управляемый перенесённым в него сознанием Скайнет из другой реальности, в момент отправки в прошлое Кайла Риза убивает отряд Джона Коннора, а самого предводителя Сопротивления заражает новой разработкой — нанороботами, которые превращают его в T-3000. Первый и последний раз кратковременно показан в фильме Терминатор: Генезис, где нападает на отряд Сопротивления, которые только что уничтожили Скайнет своей реальности. Является физическим воплощением SkyNET из другой более продвинутой реальности, а также физическим воплощением Скайнет из другой линии времени (Генезис).
Неизвестно, какими боевыми способностями обладает этот вид терминатора, однако его силы хватило на быстрейшее уничтожение группы Джона Коннора. Дополнительной возможностью терминатора является возможность заражать людей нанороботами, изменяющими человеческие ткани на клеточном уровне и при положительном результате создающими из заражённого человека терминатора T-3000. Возможно имеет способность к мимикрии (как T-1000 и T-X).

## Rev-9
Серия терминаторов из изменившегося будущего, в котором против человечества воюет не «Скайнет», а компьютерная система «Легион». Rev-9 обладает возможностью разделения на две автономные формы: одна из жидкого полисплава (как у Т-1000), а вторая — из твёрдого углеродистого эндоскелета. Это показывает черты, которые не часто встречаются среди других проектов Терминатора, таких как матовая тёмная текстура, а не хромированная отделка. Может формировать холодное оружие, как и T-1000. Дебютировал в Терминатор: Тёмные судьбы в роли главного злодея. В фильме также показаны негуманоидные терминаторы Rev-7, которые тоже способны разделяться на две автономных единицы.